# 賴恩格拉本河 (阿恩巴赫河支流)
49°00′36″N 10°41′31″E / 49.00997°N 10.69204°E
賴恩格拉本河是德國的河流，位於該國東南部，由巴伐利亞負責管轄，屬於阿恩巴赫河的左支流，河道全長0.9公里，流經魏森堡-貢岑豪森縣。